# 東区 (熊本市)

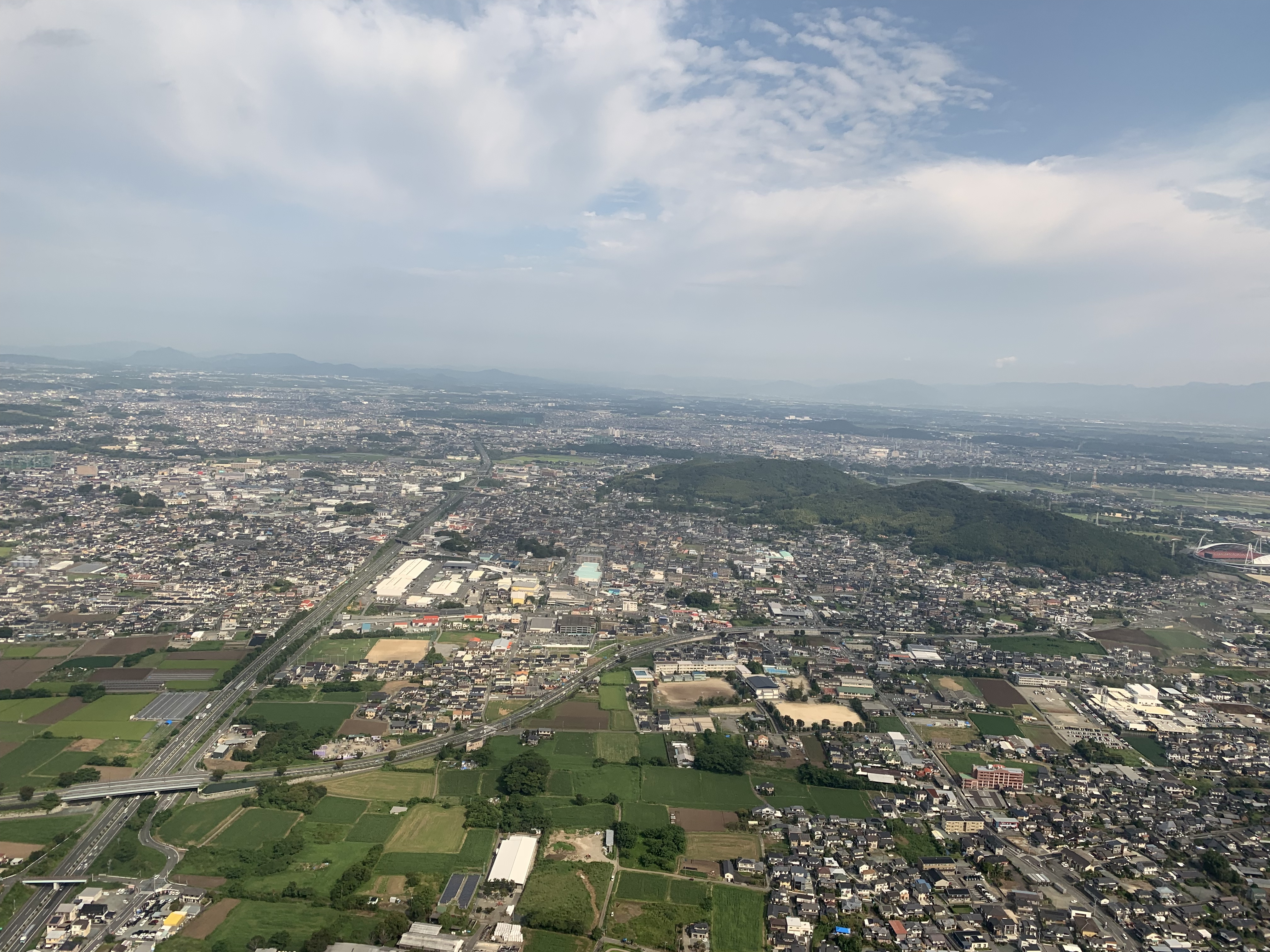
画面中央が神園山、その右が小山山（詫間三山）。さらにその右はえがお健康スタジアム。画面左下から他の道路と立体交差して上方に伸びる道路は九州自動車道。画面中央手前の2つの学校敷地は二岡中学校と託麻東小学校。

東区（ひがしく）は、熊本市を構成する5区の行政区の一つである。熊本市の行政区で人口が最も多い。

## 地理
熊本市の東部に位置し、以前の町村では画津村（1932年に熊本市と合併）、健軍村の大部分（同1936年）、秋津村（同1954年）、託麻村の大部分（同1956年・1970年）の4村にあたる。北・西・南の3区は平成に入ってから熊本市となった地域を含むが、東区はすべて1970年（昭和45年）までに熊本市に併合された地域である。北区、中央区、南区のほか、菊陽町、益城町、嘉島町と隣接する。北区との境界は白川となっており、嘉島町との境界付近には加勢川が流れている。南西部には江津湖がある。北部の託麻地区には神園山、小山山、戸島山の託麻三山がある。

## 名称
仮称は「D区」で、2010年9月に実施された「区名案の募集」では、多いものから順に、東区(48.4%)、城東区(21.5%)、託麻区(2.4%)、熊東区(1.7%)、健軍区(1.3%)、熊本東区(1.2%)、小楠区(0.8%)、肥後東区(0.7%)、江津区(0.6%)、東城区(0.6%)、（その他 20.7%）という結果であった。熊本市の行政区画審議会がこれをもとに東区、城東区、肥後東区、託麻区、江津区を候補として選定、2010年12月に改めてこの5案による「意向調査」を行ったところ東区が第一位で57.0%を占め、審議会での議論のうえ2011年1月に区名を「東区」として市長に答申した。翌月に熊本市の「方針」としてこれに決定され、2011年12月に熊本市議会において市条例として正式決定された。

## 人口
- 189,484人（2025年5月1日時点）

## 公的機関

### 国の機関
- 九州地方整備局熊本河川国道事務所
- 九州地方整備局立野ダム工事事務所
- 九州運輸局熊本運輸支局
- 九州防衛局熊本防衛支局
- 陸上自衛隊 西部方面総監部（健軍駐屯地）
- 陸上自衛隊 自衛隊熊本病院（熊本駐屯地）

### 県の機関
- 熊本東警察署

### 市の機関
- 東区役所
- 託麻総合出張所
- 秋津出張所
- 東部出張所
- 東部土木センター
- 東消防署

## 教育

### 大学
- 熊本県立大学
- 東海大学（熊本キャンパス）

### 専修学校
- 熊本総合医療リハビリテーション学院
- 西日本リハビリテーション学院

### 高等学校
県立高校
- 熊本県立第二高等学校
- 熊本県立東稜高等学校
- 東海大学付属熊本星翔高等学校
- 熊本マリスト学園高等学校

### 中学校
- 熊本市立錦ヶ丘中学校
- 熊本市立湖東中学校
- 熊本市立桜木中学校
- 熊本市立西原中学校
- 熊本市立長嶺中学校
- 熊本市立東町中学校
- 熊本市立東部中学校
- 熊本市立東野中学校
- 熊本市立二岡中学校
- 熊本マリスト学園中学校

### 小学校
- 熊本市立画図小学校
- 熊本市立健軍小学校
- 熊本市立秋津小学校
- 熊本市立泉ヶ丘小学校
- 熊本市立若葉小学校
- 熊本市立尾ノ上小学校
- 熊本市立西原小学校
- 熊本市立託麻東小学校
- 熊本市立託麻西小学校
- 熊本市立託麻北小学校
- 熊本市立桜木小学校
- 熊本市立東町小学校
- 熊本市立月出小学校
- 熊本市立健軍東小学校
- 熊本市立託麻南小学校
- 熊本市立山ノ内小学校
- 熊本市立長嶺小学校
- 熊本市立桜木東小学校

### 幼稚園
私立幼稚園・認定こども園
- 幼保連携型認定こども園 ことう
- 幼保連携型認定こども園 ことうだいに
- 幼保連携型認定こども園 とうぶ
- くるみ幼稚園
- さくら幼稚園
- 第2さくら体育幼稚園
- 九州音楽京塚幼稚園
- 幼保連携型認定こども園 にしばる
- 聖母幼稚園
- 幼保連携型認定こども園 めぐみ幼稚園
- 認定こども園エンゼル保育園

### 特別支援学校
- 熊本県立熊本はばたき高等支援学校
- 熊本県立熊本聾学校
- 熊本県立盲学校

## 交通

### 鉄道
九州旅客鉄道（JR九州）
- 豊肥本線： 東海学園前駅

熊本市交通局（熊本市電）
- 健軍線（A系統・B系統）：神水交差点停留場 - 健軍校前停留場 - 動植物園入口停留場 - 健軍交番前停留場 - 健軍町停留場

### 路線バス
- 熊本都市バス（都市バス）： 桜町BTから長嶺・小峯・東町・秋津・画図方面。
- 九州産交バス（産交バス）： 桜町BTから託麻・長嶺・秋津方面。
- 熊本バス - 桜町BTから秋津・画図、（田迎経由）中の瀬方面。
- ゆうゆうバス - 区役所と区南部を結ぶ「セイラタウン・桜木ルート」と、託麻総合出張所と区北部を結ぶ「託麻循環ルート」の2路線。

### 道路
高速道路
東区内には九州自動車道が通っている。北から順に述べると、北区から白川を渡って東区に入り、熊本インターチェンジ（国道57号と接続）、託麻パーキングエリアが設置されている。その後は益城町に入るが、熊本市との境界に近いところに益城熊本空港インターチェンジ（県道36号と接続）がある。その後は、再度東区、益城町を通り、嘉島町、御船町、甲佐町を経て、南区と甲佐町にまたがる緑川パーキングエリアに至る。
一般国道
- 国道3号（熊本北バイパス）
- 国道57号（熊本東バイパス）： 区の北部から東部を経て南西部へ通っている。
- 国道266号・国道445号（熊本浜線バイパス）： 東区の南西部（画図町）を通過する。
- 国道443号： 東区の東端を微かに通過する。

主要地方道
- 熊本県道28号熊本高森線
- 熊本県道36号熊本益城大津線（第二空港線）

一般県道
- 熊本県道103号熊本空港線
- 熊本県道104号熊本浜線
- 熊本県道145号瀬田熊本線
- 熊本県道226号六嘉秋津新町線
- 熊本県道228号戸島熊本線
- 熊本県道231号託麻北部線
- 熊本県道232号小池竜田線
- 熊本県道235号益城菊陽線
- 熊本県道236号神水川尻線

## 医療
- 熊本市立熊本市民病院
- 熊本赤十字病院

## 主な施設・名所
- 熊本市動植物園
- 庄口公園
- 江津湖
- 健軍神社
- 熊本県民総合運動公園

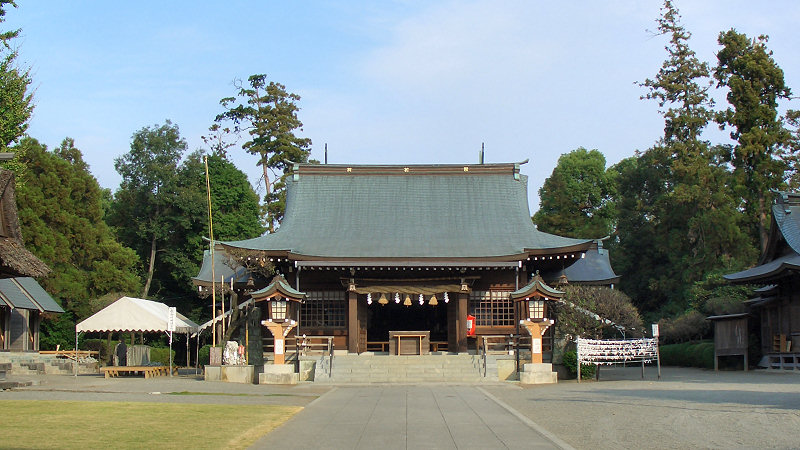
健軍神社

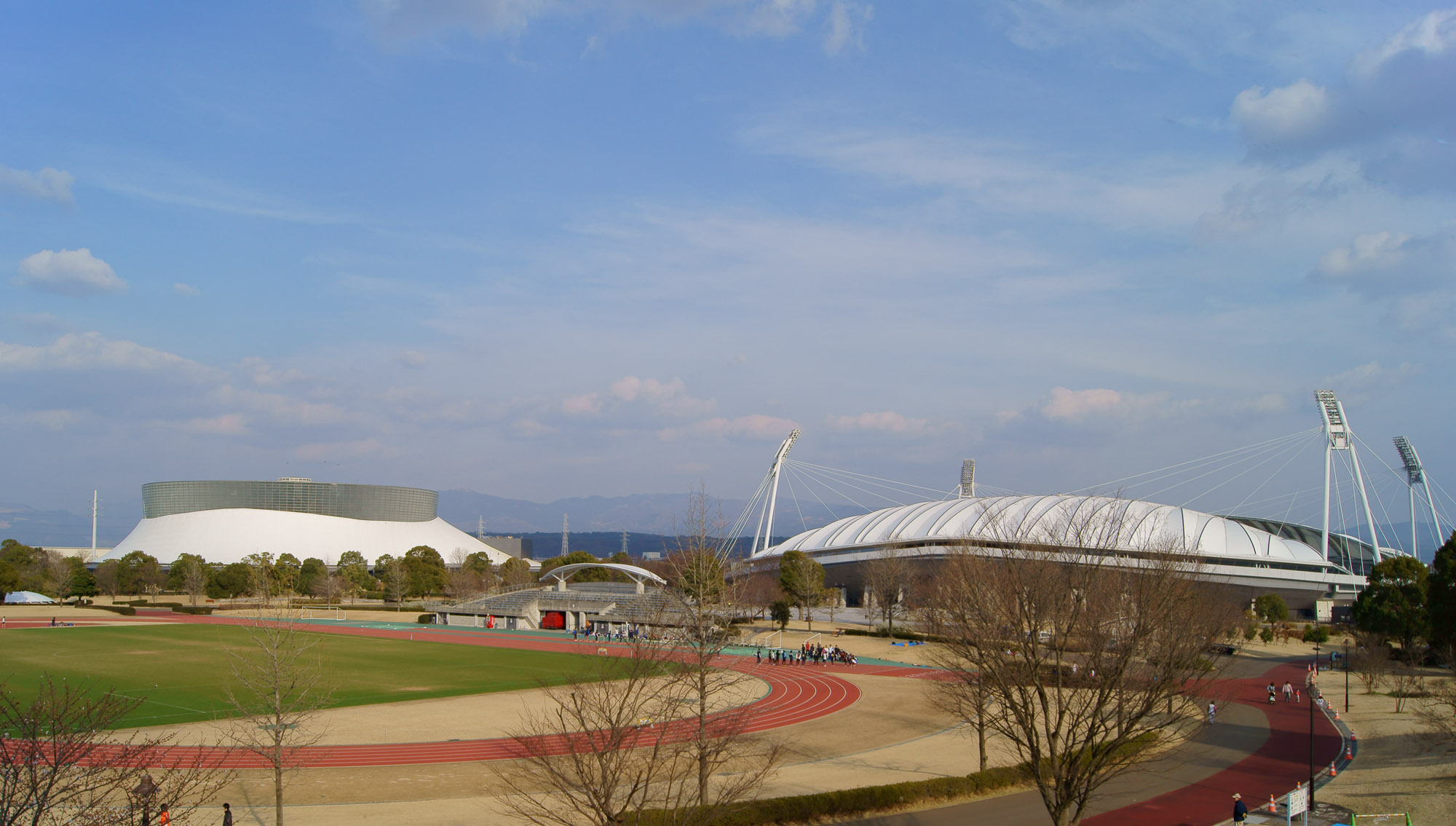
熊本県民総合運動公園

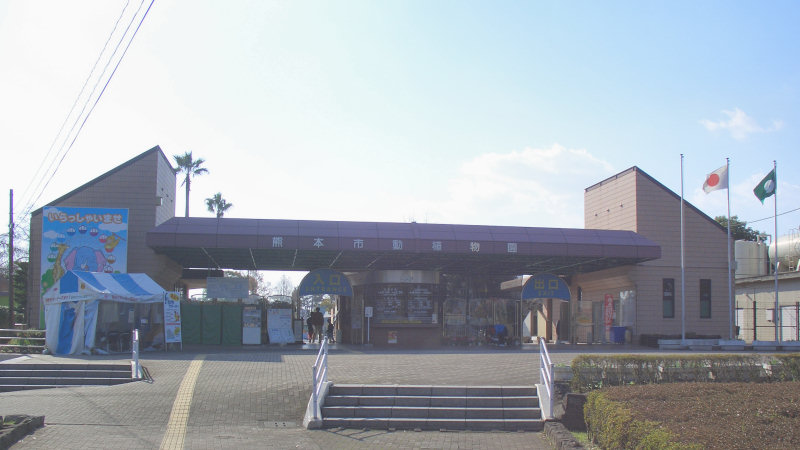
熊本市動植物園

  - 熊本県民総合運動公園陸上競技場（KKWING）
  - 熊本県民総合運動公園屋内運動広場（パークドーム熊本）
- 横井小楠記念館（四時軒）
- 秋津有楽園（2016年営業終了）

## 主な繁華街・商業施設
- ゆめタウンサンピアン
- ピアクレス（健軍商店街）
- シュロアモール長嶺